# オリンピックのスケルトン競技・メダリスト一覧
オリンピックのスケルトン競技・メダリスト一覧 (オリンピックのスケルトンきょうぎ・メダリストいちらん)は、1928年から2022年までのオリンピックスケルトン競技におけるメダリストの一覧である。

## 男子
| 大会名                  | 金                                        | 銀                                                      | 銅                                        |
| ----------------------- | ----------------------------------------- | ------------------------------------------------------- | ----------------------------------------- |
| 1928 サンモリッツ       | ジェニソン・ヒートン アメリカ合衆国 (USA) | ジョン・ヒートン アメリカ合衆国 (USA)                   | デービッド・アール イギリス (GBR)         |
| 1932-1936               | 実施せず                                  | 実施せず                                                | 実施せず                                  |
| 1948 サンモリッツ       | ニノ・ビビア イタリア (ITA)               | ジョン・ヒートン アメリカ合衆国 (USA)                   | ジョン・クラモンド イギリス (GBR)         |
| 1952-1998               | 実施せず                                  | 実施せず                                                | 実施せず                                  |
| 2002 ソルトレイクシティ | ジム・シェイ アメリカ合衆国 (USA)         | マルティン・レトル オーストリア (AUT)                   | グレゴール・シュテーリ スイス (SUI)       |
| 2006 トリノ             | ダフ・ギブソン カナダ (CAN)               | ジェフ・ペイン カナダ (CAN)                             | グレゴール・シュテーリ スイス (SUI)       |
| 2010 バンクーバー       | ジョン・モンゴメリー カナダ (CAN)         | マルティンス・ドゥクルス ラトビア (LAT)                 | アレクサンドル・トレチャコフ ロシア (RUS) |
| 2014 ソチ               | アレクサンドル・トレチャコフ ロシア (RUS) | マルティンス・ドゥクルス ラトビア (LAT)                 | マシュー・アントワン アメリカ合衆国 (USA) |
| 2018 平昌               | 尹誠彬 韓国 (KOR)                         | ニキータ・トレグボフ ロシアからのオリンピック選手 (OAR) | ドム・パーソンズ イギリス (GBR)           |
| 2022 北京               | クリストファー・グローテア ドイツ (GER)   | アクセル・ユンク ドイツ (GER)                           | 閆文港 中国 (CHN)                         |

## 女子
| 大会名                  | 金                                      | 銀                                          | 銅                                      |
| ----------------------- | --------------------------------------- | ------------------------------------------- | --------------------------------------- |
| 2002 ソルトレークシティ | トリスタン・ゲール アメリカ合衆国 (USA) | リー・アン・パースリー アメリカ合衆国 (USA) | アレックス・クーンバー イギリス (GBR)   |
| 2006 トリノ             | マヤ・ペデルセン スイス (SUI)           | シェリー・ラッドマン イギリス (GBR)         | メリッサ・ホリングスワース カナダ (CAN) |
| 2010 バンクーバー       | エイミー・ウィリアムズ イギリス (GBR)   | ケルスティン・シムコビアク ドイツ (GER)     | アーニャ・フーバー ドイツ (GER)         |
| 2014 ソチ               | リジー・ヤーノルド イギリス (GBR)       | ノエル・ペース アメリカ合衆国 (USA)         | エレーナ・ニキーチナ ロシア (RUS)       |
| 2018 平昌               | リジー・ヤーノルド イギリス (GBR)       | ジャクリーン・レリング ドイツ (GER)         | ローラ・ディーズ イギリス (GBR)         |
| 2022 北京               | ハンナ・ナイゼ ドイツ (GER)             | ジャクリン・ナラコット オーストラリア (AUS) | キンベルリー・ボス オランダ (NED)       |